# Ахмед Караманлі
Ахмед I Караманлі (*1686 — 4 листопада 1745) — 1-й паша Триполітанії з роду Караманлі у 1722—1745 роках.

## Життєпис
Був албанського або грецького походження, очолював кіннотний підрозділ сипахів у Триполітанії. 1710 року призначений амілом (військовим губернатором) нахій Мансія й Сахіл. На той час після 1672 року в еялеті тривала криза, оскільки постійно змінювалися паші внаслідок заколотів яничар. У цій боротьбі також активну участь брав Караманлі.
29 липня 1711 року за підтримки арабських племен повалив Абу Умайс Махмуд-дея, захопивши владу в Триполі. Частину яничарів він зміг перетягнути на свій1 бік, іншим завдав поразки, стративши 300 вояків, беїв. також відбив спробу османського війська відвоювати Триполі.
Зрештою його владу мусив визнати османський султан Ахмед III, оскільки Ахмед і далі визнавав його владу та надсилав номінальну данину. 1722 року дістав посаду паші.
До 1723 року навів лад в еялеті, приборкавши численні повстання протягом 1710-х років на півдні Триполітанії, в Бенгазі та інших містах Киренаїки, а також у Феццані. За цим Караманлі утворив з Триполітанії, Киренаїки та Феццану напівнезалежну державу. 1727 року надав притулок та військову допомогу Мухаммад Черкес-бею, розраховуючи через нього розширити вплив на Єгипет.
Розбудував свою столицю Триполі, зміцнивши укріплення, звівши медресе й мечеті. Сприяв розвитку торгівлі через Феццан з імперією Борну. У Середземномор'ї налагодив піратські рейди. Разом з тим надавав вільний прохід суднам європейських країн, що стали платити триполійському паші щорічну данину. Все це сприяло швидкому економічному піднесенню.
Разом з тим був недовірливою людиною, стративши багатьох фактичних і уявних ворогів, своїх сановників. Помер 1745 року. Трон спадкував його син Мехмед.